# БАЗ-5921
БАЗ-5921 — специальное трёхосное плавающее шасси Брянского автомобильного завода, использовалось в составе высокоточного тактического ракетного комплекса 9К79 «Точка». Разработано на базе семейства шасси БАЗ-5937 9К33 «Оса», от которого были заимствованы многие агрегаты, но несущий корпус и компоновку пришлось проектировать практически заново из-за необходимости обеспечить тактической ракете практически вертикальный старт: в отличие от боевой машины ЗРК, где антенно-пусковое устройство размещалось в середине машины, а двигатель сзади, у СПУ ТРК силовая установка размещается в средней части грузового отсека (ближе к отделению управления), а пусковая установка — в задней.

## Технические характеристики
- полная масса: 17800 кг
- скорость на суше: 70 км/ч
- скорость на плаву: 8 км/ч
- запас хода: 650 км
- мощность: 300 л.с. при 2600 об./мин.

## Варианты и модификации

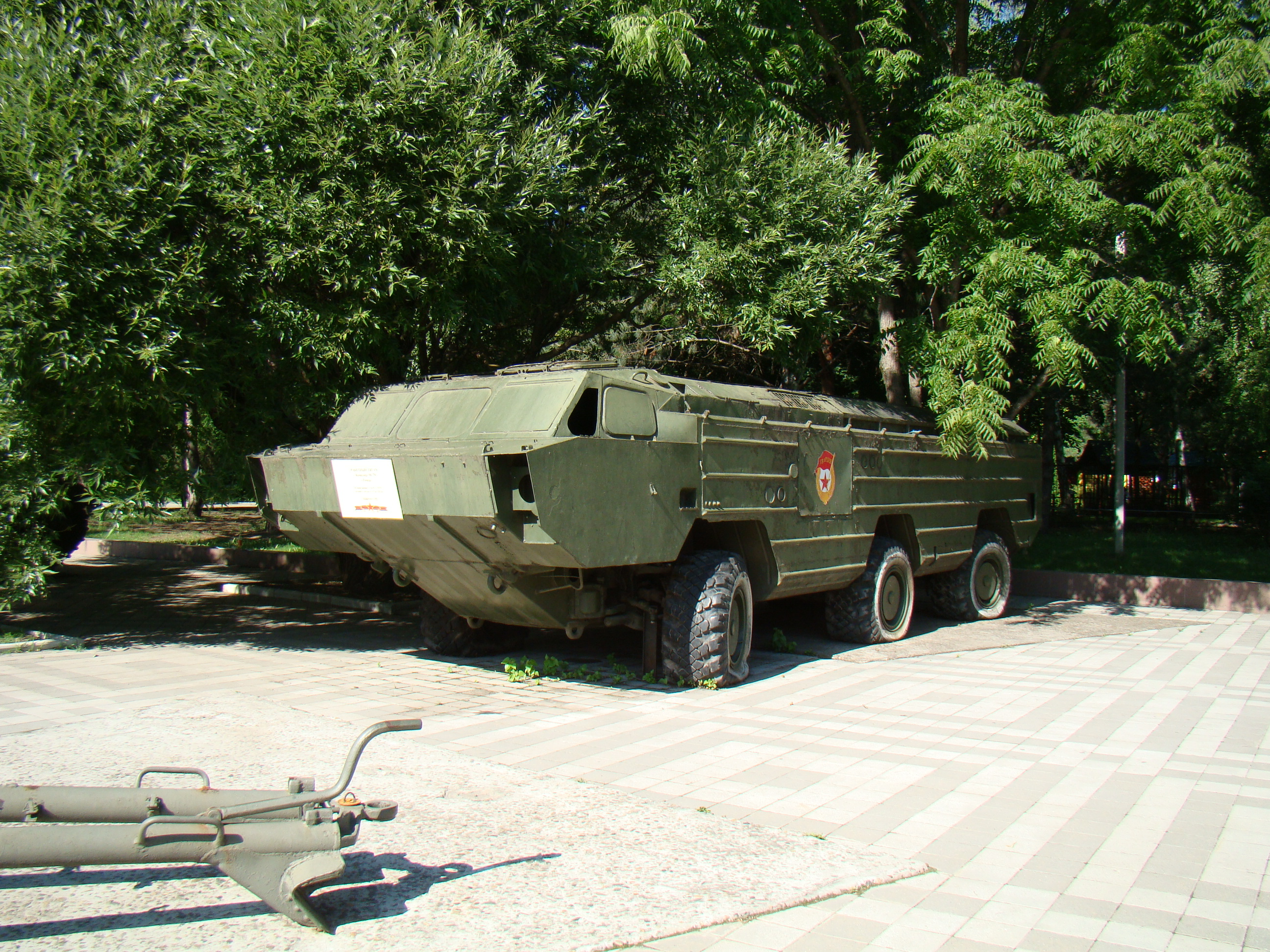
ТЗМ на базе БАЗ-5922 в музее «Оружие Победы», Краснодар. Видны заглушки дополнительных окон кабины

- БАЗ-5922 — шасси транспортно-заряжающих машин комплекса «Точка». Изменена форма корпуса, добавлены боковые окна, тентованный кузов, вмещающий две ракеты, в корме устанавливался кран для перегрузки ракет на пусковую установку[3].
  - БАЗ-59222 — машина спасательных служб на базе шасси БАЗ-5922. Изготовлены небольшой партией, эксплуатировались в Литве.
  - БАЗ-59223 — транспортная версия шасси, разработанная в 2005 году. Способна перевозить в доработанном кузове до 10 200 тонн груза или 15-20 пассажиров.
- БАЗ-5921М и БАЗ-5922М — опытные образцы серийных машин с 260-сильным дизельным двигателем КамАЗ-7403. Несмотря на возросшую экономичность, неприспособленные для работы в закрытых отсеках дизели перегревались, поэтому в серию машины с этими двигателями не пошли.